# Conacul Hasnaș
Conacul Hasnaș este o clădire amplasată în Sofia, raionul Drochia, Republica Moldova. Este un monument arhitectural de importanță națională inclus în Registrul monumentelor Republicii Moldova ocrotite de stat cu nr. 631 (raionul Drochia). Datează din jum. II a sec. XIX.